# 五十嵐麻朝
五十嵐 麻朝（いがらし まあさ、1985年1月31日 - ）は、日本の元俳優、元モデルである。旧芸名は麻朝（まあさ）、笹塚 麻朝（ささづか まあさ）。五十嵐 麻朝が本名である。芸能界引退後はジュエリーブランド株式会社MIPの代表取締役。
青森県青森市出身。スターダストプロモーション芸能3部に所属した。青森山田高等学校出身。身長186cm。

## 略歴
19歳のときに上京し、スカウトがきっかけでモデルとしてデビュー。2年ほど活動した後に、アルバイト先でスカウトを受けてスターダストプロモーション所属となり、「笹塚麻朝」の芸名で活動を始める。
2008年、「ノンノ・ボーイフレンド大賞」を受賞。同時期から俳優活動を始める。
2010年、芸名を本名に改める。同年から2011年までスターダストプロモーションの俳優集団EBiDANの一員としても活動した。
2012年4月、青森市観光大使に就任する。
2018年8月、自身のブログにて芸能界を引退する意向を表明した。同月の舞台公演「炎の蜃気楼昭和編 散華行ブルース」（スペース・ゼロ）での演技が最後の芸能活動になった。芸能界引退に伴い、青森市観光大使も退任した。
2019年1月31日の34歳の誕生日にジュエリーブランドである株式会社MIPを立ち上げ代表取締役に就任した事をTwitterとInstagramで報告した。
趣味は哲学・ウェイクボード、特技は青森弁（津軽弁）・書道（4段）。調理師免許を所持している。

## 出演

### テレビドラマ
- ここはグリーン・ウッド 〜青春男子寮日誌〜（2008年7月 - 9月、TOKYO MXほか）生徒会 書記 役
- SCANDAL 第3話（2008年10月、TBS）
- ろくでなしBLUES 第5話・6話（2011年7月、日本テレビ）
- 私のホストちゃん〜しちにんのホスト〜（2011年10月 - 2012年3月、テレビ朝日）一之瀬隼人 役
- トッカン 特別国税徴収官（2012年7月 - 9月、日本テレビ）
- ガールズトーク〜十人のシスターたち〜 第31話（2012年12月、テレビ朝日）一之瀬隼人 役
- ヴァンパイア・ヘヴン 第9話（2013年6月、テレビ東京）
- 私のホストちゃんS〜新人ホストオーナー奇跡の密着6カ月〜 第5話・7話（2014年4月・5月、テレビ朝日）
- 星新一ミステリーSP 華やかな三つの願い（2014年2月、フジテレビ）社員2 役

### バラエティ
- 戦国鍋TV 〜なんとなく歴史が学べる映像〜（2010年 - 2012年、テレビ神奈川ほか）

「SHICHIHON槍」脇坂安治 役
「大阪ハイスクール」後藤又兵衛 役
- 方言彼氏。（2013年、東名阪ネット6・ひかりTV）

### 映画
- Paradise Kiss（2011年）
- ガチバン スプレマシー（2013年）
- 図書館戦争（2013年）隊員 役
- 潔く柔く（2013年）
- 疾風・虹丸組（2014年）橘瑛人 役
- アキラNo.2（2014年）ジェシー 役[15]

### 舞台
- 新春戦国鍋祭〜あんまり近づきすぎると斬られちゃうよ〜（2011年1月）SHICHIHON槍 脇坂安治（わきくん）役
- Blood Heaven 〜第七天国（2011年6月）デイビッド 役
- 大江戸鍋祭 〜あんまりはしゃぎ過ぎると討たれちゃうよ〜（2011年12月）浅野大学 役
- Night on the Planet 〜Romantic memory そして、約束の場所へ（2012年4月）
- ニンギョヒメ（2012年5月）王子 役
- 浮遊するfitしない者達（2012年7月）生島龍平 役
- 理系ヲタが、船上で恋する確率（2012年9月 - 10月）新藤悠人 役
- オートロックロックナット（2012年12月）
- 朗読劇 しっぽのなかまたち2（2013年4月 - 5月）
- 私のホストちゃん（2013年10月 - 11月）一之瀬隼人 役
- ミュージカル『薄桜鬼』風間千景篇（2014年5月 - 6月）原田左之助 役
- 私のホストちゃん〜血闘!福岡中洲編〜（2014年12月）一之瀬隼人 役
- ミュージカル『薄桜鬼』藤堂平助篇（2015年1月）原田左之助 役
- 朗読劇 美男子劇場（2015年5月[16]）
- 美男高校地球防衛部LOVE!活劇!（2016年3月）由布院煙 役
- 舞台クジラの子らは砂上に歌う （2016年4月）団長 役
- WBB vol.10 「懲悪バスターズ」（2016年5月）
- ホイッスル!BREAK THROUGH-壁をつき破れ-（2016年8月 - 9月）佐藤成樹 役[17]
- SOLID STAR vol.8「主人がオオアリクイに殺されて1年が過ぎました。」（2016年10月）
- SOLID STAR vol.9「ミニチュア!!フリーペーパーのナイス街」（2017年3月）
- B-PROJECT on STAGE「OVER the WAVE!」（2017年7月・8月） - 大黒修二 役
- 炎の蜃気楼昭和編 紅蓮坂ブルース（2017年10月）宮路良／安田長秀 役[18]
- B-PROJECT on STAGE「OVER the WAVE! REMiX」（2018年2月・3月） - 大黒修二 役
- 炎の蜃気楼昭和編 散華行ブルース（2018年8月）宮路良／安田長秀 役[19]

### 配信ドラマ
- 100シーンの恋 〜ラブソングを君に〜 バンド編（2008年）

### CM
- TSUTAYA「Tカード」（2009年）
- ブルボン「SLOW BAR」（2012年）
- ガリバーインターナショナル 福袋篇（2013年）

### ミュージックビデオ
- HY「告白」（2010年）

### その他
- 国士舘大学 学校案内ムービー（2008年）

## 作品

### CD
- 戦国鍋TV ミュージック・トゥナイト 〜なんとなく歴史が学べるCD〜（2011年3月23日、キングレコード）「SHICHIHON槍」脇坂安治役での参加
- club vanilla & 甘王「愛をナメんなよ!」（2012年3月3日、ダイキサウンド）「一之瀬隼人」役での参加

### 書籍
- 五十嵐麻朝写真集『麻朝 わとな』[注釈 1]　撮影／荒木勇人　ワニブックス（2017年3月）ISBN 4847049055